# Кенуа-сюр-Дёль (кантон)

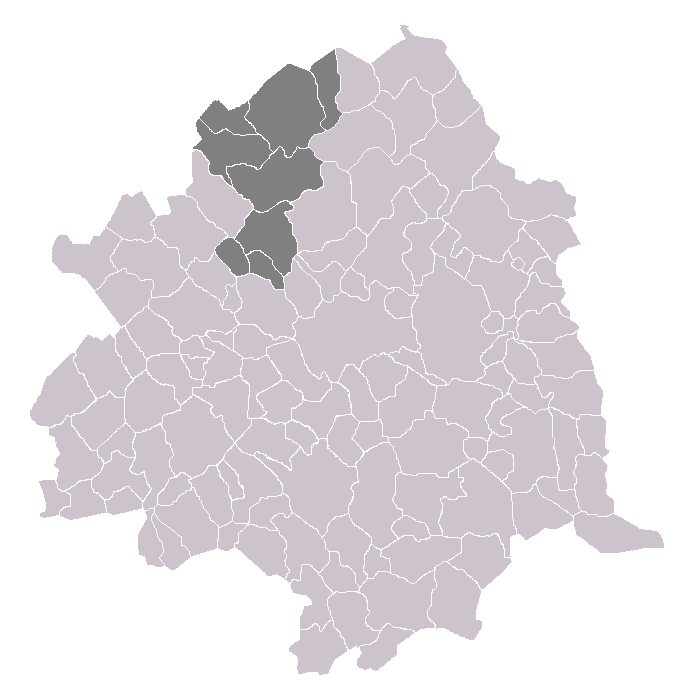
Кантон Кенуа-сюр-Дёль в составе округа

Кенуа́-сюр-Дёль (фр. Quesnoy-sur-Deûle) — упраздненный кантон во Франции, регион Нор — Па-де-Кале, департамент Нор. Входил в состав округа Лилль.
В состав кантона входили коммуны (население по данным Национального института статистики за 2011 г.):
- Варнетон (224 чел.)
- Вервик-Сюд (4 870 чел.)
- Верленгем (2 358 чел.)
- Дёлемон (1 687 чел.)
- Кенуа-сюр-Дёль (7 048 чел.)
- Комин (12 637 чел.)
- Ломпре (2 315 чел.)
- Перанши (8 196 чел.)

## Экономика
Структура занятости населения:
- сельское хозяйство — 5,0 %
- промышленность — 25,8 %
- строительство — 8,2 %
- торговля, транспорт и сфера услуг — 36,7 %
- государственные и муниципальные службы — 24,3 %

Уровень безработицы (2011) - 10,5 % (Франция в целом - 12,8 %, департамент Нор - 16,3 %). 

Среднегодовой доход на 1 человека, евро (2011) - 27 942 (Франция в целом - 25 140, департамент Нор - 22 405).

## Политика
Жители кантона придерживались правых взглядов. На президентских выборах 2012 г. они отдали в 1-м туре Николя Саркози 32,8 % голосов против 22,0 % у Франсуа Олланда и 21,2 % у Марин Ле Пен, во 2-м туре в кантоне победил Саркози, получивший 58,5 % голосов (2007 г. 1 тур: Саркози - 37,9 %, Сеголен Руаяль - 19,0 %; 2 тур: Саркози - 61,5 %). На выборах в Национальное собрание в 2012 г. по 4-му избирательному округу департамента Нор жители кантона поддержали кандидата правого Союза за народное движение Марка-Филиппа Добресса, набравшего 43,3 % голосов в 1-м туре и 57,5 % - во 2-м туре . (2007 г. Марк-Филипп Добресс (СНД): 1-й тур: - 52,3 %, 2-й тур - 61,7 %). На региональных выборах 2010 года в 1-м туре победил список «правых», собравший 28,3 % голосов против 21,0 % у занявшего 2-е место списка социалистов. Во 2-м туре единый «левый список» с участием социалистов, коммунистов и «зелёных» во главе с Президентом регионального совета Нор-Па-де-Кале Даниэлем Першероном получил 41,8 % голосов, «правый» список во главе с сенатором Валери Летар занял второе место с 38,3 %, а Национальный фронт Марин Ле Пен с 19,9 % финишировал третьим.
|  | Кандидат         | Партия                    | % голосов |
|  | ---------------- | ------------------------- | --------- |
|  | Жак Уссен        | Союз за народное движение | 58,44     |
|  | Изабель Пира     | Социалистическая партия   | 25,60     |
|  | Алан Лоридан     | Национальный фронт        | 8,45      |
|  | Кристиан Дельбек | Коммунистическая партия   | 7,52      |